# Senecillis fischeri
Senecillis fischeri là một loài thực vật có hoa trong họ Cúc. Loài này được Kitam. miêu tả khoa học đầu tiên.